# Халепа на 5 baksiv
«Халепа на 5 baksiv» робочі назви «Справа хом'яка. 5 баксів» та «5baksiv.net»  — українська кінокомедія знята у 2019 році за фінансової підтримки «Держкіно» та BBC Media. Фільм став дебютом у повнометражному прокатному кіно для режисера Мирослава Латика. Сюжет фільму базується на вебсеріалі «5baksiv.net»
Фільм вийшов в широкий український прокат 7 листопада 2019 року.

## Синопсис
Зухвала молодіжна комедія про дрібного шахрая Хом'яка, який разом із друзями Максом та Зеником вважається головним підозрюваним у вбивстві. Слідчі мають знайти відповіді. Та серед них є «кріт» і для нього слідство — це лише прикриття для іншої операції. Головні герої потрапляють у епіцентр розборок невідомих силовиків та місцевого авторитету, які полюють за головним доказом — флеш-картокою з відео державного злочину. І коли здається, що все пропало і життя скінчилось, у Хом'яка народжується смілива ідея.

## Знімальна група
- Автор ідеї: Мирослав Латик
- Автори сценарію: Ольга Рєка, Мирослав Латик
- Продюсери: Олександр Дмитренко, Дмитро Хільченко, Поліна Герман (Бушинська)
- Режисер-постановник: Мирослав Латик
- Оператор-постановник: Євгеній Усанов, Костянтин Пономарьов

## У ролях
- Дмитро Хом'як — Дмитро Хом'як
- Євгенія Гладій — слідча Котікова
- Олександр Жуковін — слідчий Злий
- Микита Бичков-Андрієвський — Макс
- Денис Пасєчний (під псевдо Денис Ейдер) — Зеник
- Олег Прімогенов — кримінальний авторитет Марат
- Ігор Пісний — дядько Коля
- Аліна Коваленко — Поліна
- Дмитро Вівчарюк — Лютий
- Терентій Невеселий — Бабай
- Володимир Шумко — Жора
- Володимир Кравчук — Пєтя
- Анастасія Ковальчук — Ліда
- Олег Кузнєцов — Толік
- Ада Роговцева — ветеран Штазі Стефанія Орестівна
- Владислав Оніщенко — Ярик
- Богдан Юсипчук — Бодя
- Артем Лоїк — боксер
- Руслан Ткаченко — кілер

## Кошторис
У червні 2017 року кінопроєкт став одним із переможців Десятого конкурсного відбору Держкіно.
Фільм отримав державну фінансову підтримку розміром 3,6 млн грн з загального кошторису у 8,4 млн грн.

## Виробництво
Виробництво фільму розпочалися у липні 2018 року. За словами виробників фільму, на відміну від вебсеріалу 5baksiv.net де використання російської та української мови приблизно 50 на 50 було «художнім ходом», у фільмі всі персонажі говорять українською окрім сєпарів, які говорять російською, та Дмитра Хом'яка який говорить тим самим диким суржиком володіння яким він вперше продемонстрував у 2017 році у фільмі Припутні.
Стрічку було створено Мистецьким агентством «Перлини сезону» із використанням відео-матеріалів маловідомого серіалу «5baksiv.net». Не зважаючи на використання у фільмі відео-матеріалів з вебсеріалу-першоджерела «5baksiv.net», продюсер стрічки Олександр Дмитренко розповідав українським ЗМІ у листопаді 2019 року перед прем'єрою стрічки ніби «це повністю інший, знятий з чистого аркушу фільм. Тільки трійця головних героїв залишилась від стартапу 5baksiv.net».

## Саундтрек
Саундтрек до фільму написав Максим Ячмінь, член одеського рок-гурту PERNATIZ, а одна з пісень нового альбому гурту стала головною композицією фільму.

## Реліз
Фільм вийшов в широкий український прокат 7 листопада 2019 року; прокатник — MMD UA.

## Рецензії кінокритиків
Фільм отримав негативні відгуки від українських кінокритиків. Серед найбільших недоліків фільму — російськомовність та суржикомовність більшості реплік фільму та «серіальна» картинка фільму зумовлена тим, що ~80 % відео-матеріалу фільму було взято з вебсеріалу 5baksiv.net.